# Kniptjärnsliden
Kniptjärnsliden är ett naturreservat i Arvidsjaurs kommun i Norrbottens län.
Området är naturskyddat sedan 2009 och är 1,3 kvadratkilometer stort. Reservatet omfattar en södersluttning av Lövberget, delar av en mindre höjd, Kniptjärnsliden, och ett myrstråk emellan. Reservatet består främst av gran men även tall och lövträd finns.